# Kolonie en Protectoraat Zuid-Nigeria
De Kolonie en Protectoraat Zuid-Nigeria (Engels: Colony and Protectorate of Southern Nigeria) was een kroonkolonie en protectoraat van het Britse Rijk en is tegenwoordig een onderdeel van Nigeria. Het ontstond in 1906 door het samenvoegen van de Kolonie Lagos met het Protectoraat Zuid-Nigeria. Op 1 januari 1914 werd de Kolonie en Protectoraat Zuid-Nigeria samengevoegd met het Protectoraat Noord-Nigeria in de Kolonie en Protectoraat Nigeria.